# 고려와 금의 대외관계

요(거란)는 송과 고려의 연합을 원치 않았고 고려를 여러 차례에 침입한 적이 있었고 송을 쳐서 연운 16주를 얻는 사건이 있었고(정확히는 송 건국 이전 5대 10국 시기,5대 중 하나였던 후진을 도운 대가로 확보함) 고려와 송은 외교를 유지하고 이후 고려는 거란과도 외교를 맺으며 어느 정도의 세력 균형을 이루어왔지만 11세기 후반부터 12세기 초반에 들어 여진족이 부족들을 통합하여 더욱 강성해져 금을 세웠다. 이는 국제 정세의 급격한 변화를 예고한 것이다.

## 금나라의 성장과정
여진족은 5세기 이후부터 만주 동부지방의 송화강 유역에서 유목생활을 하던 민족이다. 여진족은 숙여진(熟女眞)과 생여진(生女眞)으로 구분된다. 즉 송화강을 경계로 그 서남쪽에 살면서 비교적 한화(漢化)되고 수렵과 농사를 지을 줄 아는 부족을 숙여진이라 하였다. 생여진은 송화강의 동부에 흩어져 살고 있었는데, 요(遼)가 송화강 부근에 관청을 이들을 지배하였다. 생여진은 강변과 산중에서 수렵생활을 하고, 들에 나가 농사도 짓는 반렵·반농생활을 하였다.
11세기 때부터 생여진의 완안부를 주축으로 해서 계속 강대하게 성장하였는데, 11세기 말에 하얼빈 부근의 완안부(完顔部)는 그 세력이 더욱 더 확장되었고 이즈음에 추장으로 추대된 아골타(阿骨打)는 마침내 생여진절도사의 지위에 올라 여러 부족을 통일하고 영주(길림부여현)에서 요와 싸워 대승을 거두었으며, 이듬해 대금(大金)(1115~1234)을 건국하니 그가 바로 금의 태조였다. 그는 황제를 칭하고 수국(收國)이라 연호를 칭하였다. 금은 중국의 宋과 연합하여 療를 멸하였으나, 동맹국 송의 문약함을 알고 남하하여 송의 수도인 변경(개봉)을 함락하고 휘종과 흠종을 비롯하여 종친과 관료들을 잡아갔다. 금은 건국한지 불과 10 여 년 만에 요를 멸망하고 중국영토의 거의 반을 차지하는 대제국으로 발전하였는데, 이는 동아시아 역사상 그 예를 찾기 어려운 급속한 발전이다. 금나라의 이와 같은 발전은 요의 오랜 지배 하에서 요에 대한 적개심이 오히려 여진족의 민족적 단결을 공고히 만들었고, 요를 멸한 후에는 다시 한족에 대한 북방민족에 강한 대립의식이 요를 대신하여 중국 정복에 나아가게 만들었다. 문치주의를 채택한 송의 군사력 약화는 금으로 하여금 단기간의 대약진을 가능하게 만들었다.

## 12세기 동아시아 정세
1107년 여진과의 전쟁을 승리를 거둔 고려는 윤관으로 하여금 9성을 설치하게 하여 이를 영원히 고려의 영토로 삼으려 했으나 여진의 거듭되는 공격과 애원의 강온작전과 국내의 여론에 밀려 결국 고려는 9성을 돌려주었다. 이후 여진은 이를 근거로 강력한 세력으로 부상하여 1115년에는 금(金) 제국을 건설하기에 이르렀다. 1122년 금나라는 요나라의 수도인 연경을 함락시켰으며, 1125년은 요를 멸망시켰다. 이후 송의 인종 때 금나라의 침략을 방어하지 못한 송이 양자강 남쪽으로 쫓겨나는 과정이었다. 금은 1127년에는 송나라의 수도를 공략하여 송 황제 휘종과 흠종 그리고 종실·귀족 등 3천명을 붙잡아 갔으며, 하북(河北), 산동(山東), 산서(山西)지방을 차지하였다. 이에 송은 양자강 남쪽으로 쫓겨난 후 고종에 의해 남송(南宋)이 건립되었다.
북송을 멸망시킨 여세를 몰아 금나라는 1128년에 화북지방을 하여금 금나라의 영토로 하지 않고 송나라의 재상인 장방창(張邦昌)에게 위임하여 초국(楚國)을 세웠으며, 1130년에는 유예로 하여금 제국(齊國)을 수립하게 했다. 즉 금은 제를 송·금 간의 완충국가로 만든 동시에 송나라에 대한 전진기지로 하여 송나라의 반격을 막았던 것이다. 금의 공격에 대해 송도 일정한 반격을 개시하였다. 어느 정도의 성과를 이루었지만 전세를 역전시킬 수 없었으므로 남송은 1141년에 굴욕적인 투항조약을 맺었다. 그 내용은 송은 금에 칭신(稱臣)하며, 송은 금에 매년 은 25만 냥, 비단 25만필을 바친다는 것이었다.
송과 금의 평화는 이후 20년간 계속되었으나, 금의 해릉왕(海陵王)이 왕위에 오르면서 깨어지게 되었다. 해릉왕은 중국문화에 깊은 동경심을 가지고 중원에 군림하는 대제국을 수립하려는 이상을 가지고 있었다. 그리하여 수도를 만주의 상경 회녕부에서 연경(지금의 북경)으로 옮기고 남송을 멸하여 전 중국을 통일하고자 직접 대군을 이끌고 남정(南征)에 나섰다.(1161). 그러나 해릉왕의 남송 정벌은 또 다시 한족의 거센 저항에 부딪히고 금국 내의 반란으로 부하에게 암살되어 세종(世宗)이 즉위하면서 다시 송나라와의 화의가 성립되었다. (1165). 이때의 화의 조건은 종래의 군신 관계에서 숙질(叔姪) 관계로 고치는 수모를 감수하면서 성립되었다.

## 고려와 금의 대외관계
송에 대한 공격과 병행하여 금나라는 고려에도 끊임없이 압력을 가하였다. 금 제국을 건립한 지 불과 2년 후인 1117년 3월 금 태조 아골타는 사신을 보내어 “형인 대여진 금나라 황제가 아우인 고려 국왕에게 글월을 보낸다.” 라는 서한을 보낸 바 있으며. 1125년 요를 멸망시키고 송의 수도인 변경을 압박하던 금은 고려에게 “형제 관계” 요구에서 한걸음 더 나아가 “군신 관계‘로 사대(事大)할 것을 요구하였다. 불과 10여 년 전만 하더라도 부모의 나라로 고려를 섬기던 금의 태도 변화에 고려는 분개하였으나, 거란을 멸망시키고 송을 위협하는 현실적인 힘에 어쩔 수 없이 굴복하였다. 그러나 이를 마음 속까지는 절대 승복할 수 없는 일이었다. 이 시기는 실질적인 정치 권력을 이자겸이 장악하고 있었던 때였으므로 이자겸의 주장이 그대로 수용되었지만 이듬해 이자겸이 제거되자 왕권 강화의 움직임과 함께 대외 관계에서도 새로운 반성의 움직임이 일기 시작하였다.
이와 때맞추어 고려와 금은 보주 문제를 둘러싸고 불화가 일어났다. 보주(保州)는 압록강 동쪽에 위치한 교통의 요지이다. 이 지역은 고려 성종 때 거란이 강동 6주를 넘겨줄 때 고려의 영토가 되었다. 거란의 2차 침입 때 다시 거란의 영역으로 되었다. 거란과의 강화 이후에도 고려는 보주의 반환을 주장하였으나 관철시키지 못하였다. 그런데 예종 12년에 금의 공격을 받은 거란군이 보주성을 비우고 도망가자 고려는 즉각 원사 김인존(金仁存)과 판서 북면 병마사 최홍재(崔弘宰)의 지휘 하에 군을 투입시켰다. 그리하여 보주를 탈환하고는 이곳을 의주 방어사로 고치어 남방의 주민을 이주시켜 북쪽 방어에 신경을 썼다.
그런데 앞서 금나라가 요를 공략할 때에 고려가 금에 사신을 보내어 보주는 본래 우리 땅이니 돌려달라고 요구하자, 금은 ‘너희들 스스로 그 성을 탈환하라’고 하고는 금이 거란을 함락시켜 국력이 강화되자 다시 보주 문제를 거론하였다. 그와 관련된 내용은 다음과 같다.
대저 고려에 대하여 사절을 파견하여 왕래하는 의식은 모두 요에게 대하던 옛 제도에 따라 하게하고, 아울러 보주와 변방에 사는 사람들로서 저쪽 경내에 거주하는 자를 있는 대로 모두 데려오라. 만일 우리의 요구를 모두 다 받아들인다면 보주 지방을 고려에게 주도록 하라.
이는 금 황제가 금나라 사신에게 고려에 가서 행해야 할 자세를 언급한 것이다. 이미 보주가 고려의 영역임에도 불구하고 금은 옛 거란의 소유였다는 이유를 들어 그들의 요구를 수용하지 않는다면 언제든지 빼앗을 수 있다고 위협한 것으로 이 같은 금 사신의 말을 들은 고려는 분노하지 않을 수 없었다. 그러나 당시 송이 금에 밀리고 있는 국제정세에서 현실적으로 금의 군사력을 제압할 수 없으리라는 우려에서 고려 정부는 후일을 기약하더라도 현재로서는 금에 굽히지 않을 수 없었다. 고려는 사신을 보내어 완곡한 표현을 써서 고구려의 영역이 요산(遼山)부터임을 밝히고, 요가 멸망할 무렵에 금 황제가 ‘보주는 본래 고려의 영토이니 고려에게 회수함이 옳다’고 하여 고려가 탈환했음을 상기시켰다. 그리고 고려는 금의 본래 목적이 보주를 빼앗는 데 있는 것이 아니라 이를 빙자하여 고려를 굴복시키는데 있음을 인식하고, 고려가 금에 조공을 바쳐 군신의 예를 취할 것을 맹세하여 실리를 취하는데 주력하였다. 이에 대해서 금은 인구 소환의 불이행을 비난하며 이를 잘 이행하지 않는다면 보주를 다시 빼앗을 수 있다고 위협을 가하였던 것이다. 다음 내용을 살펴보면
1) (그대 나라가) 대국을 섬기는 뜻을 가상히 여겨 恩典으로 영토를 주었는데 얼마 전에 공물을 바치면서 다만 사례하는 글월만을 올렸다. 이 글월을 읽고 감탄하는 마음은 비록 간절하였으나 아직도 戶口를 돌려보내라고 한다는 것을 빙자 誓封에 대해서는 따로 아뢰지 아니 하였다. 단지 매사에 업적을 나타내고 대대로 충성하여 믿을 수는 있지만, 나의 확실한 말이 없다면 얻었던 영토를 장차 어떻게 보장하겠는가.
2) 이번에 받은 귀국의 표문 내용을 보니 맹약한 의사가 비록 더욱 신중해지기는 하였으나 우리의 원근 지역에서 여러 차례에 걸쳐 위협해서 강제로 데려간 호구에 대한 말은 기록하지 않았다. 이왕 성의껏 맹약을 할 바에는 응당 사절을 보내어 표문을 올리는 것이 예의에 합당할 것인데 돌아가는 우리 사절 편으로 표문을 보냈으니 예절을 옳지 않다. 표문 내용에 대해서는 사리가 정당하기에 모든 것을 양해한다. 돌아가는 사신과 부사는 국왕께 자세한 것을 말씀드리고 다음에는 우리의 원근 지역에서 옛날부터 지금까지 위협해서 강제로 끌려간 호수를 모두 기록하여 표문과 함께 보내도록 하시오.
이 두 글은 금나라가 호구 소환보다 군신 관계를 맹세하는 서봉(誓封)을 보내지 않았음을 비난하고 호구 조사에 대한 기록 누락과 더불어 고려의 사신이 금의 직접 와서 서봉을 바치지 않고 금나라 사신이 돌아갈 때 가지고 가게 한 점은 금에 대해 예의가 없는 것이라고 지적하였다. 요컨대 금에서 고려에 요구하는 것은 군신의 예를 다하여 직접 사신이 와서 표문과 공물을 바치며 보주 부근에서 살고 있던 여진사람을 조사하여 금나라로 돌려보내 줄 것 정도였다. 그러나 이를 지키지 않을 경우 보주를 빼앗거나 아니면 보주성은 이미 고려에 약속한 것이니, 보주성을 제외한 주위 영역은 모두 금나라의 영역으로 만들겠다고 위협하였다. 이에 대해 고려는 금을 섬기는 것은 수용하더라도 여진인은 모두 죽었기 때문에 소환할 사람이 없다고 거부하였다. 이와 같은 공방전은 인종 5년부터 4년 동안 계속되었다.
결국 금은 고려의 요구를 수용하여, 고려는 인종 8년 12월에 금나라로부터 인구 문제를 문제 삼지 않겠다는 약속을 받아내기에 이르렀다.

## 결론
12세기는 송나라는 문약했고 요나라는 쇠퇴하고 금나라가 강성했던 시기로써 나름의 정복왕조가 큰 영향을 차지했던 시기였고 13세기에 들어서 금나라는 몽고와 송의 연합으로 결국에는 멸망을 하게 되어 13~14세기인 몽골제국과 원나라까지 쭉 이어졌다. 여진족은 요나라한테 지배를 당했었고 고려를 부모의 나라로 섬기면서 민족적 단결로 통한 부족 성장으로 인해 금나라가 세워졌고 10여 년 만에 요나라를 멸망시키고 북송도 멸망시켜 남송 정권으로 만들게 하여 크나 큰 반전을 이끌어 금나라였다. 금나라는 송과 고려의 연합을 막기 위해 상황을 적절히 활용하여 고려에게 사대 요구를 하면서 실리적으로 잘 챙겨나갔다고 볼 수 있다. 고려 입장에서는 금나라의 힘을 무시할 수 없었기 때문에 실리적으로 외교를 추진해 나갔다고 볼 수 있다. 하지만 부모의 나라로 섬겼던 여진족에게 군신의 예로써 대해야 한다는 것에 대한 고려인들의 굴욕과 분노는 무시할 수 없었다.

## 같이 보기
- 고려
- 여진
- 금나라
- 12세기 동아시아 정세
- 송나라
- 거란

## 참고 문헌
이정신, 2004,『고려시대의 정치변동과 대외정책』,《고려사학회 연구총서⑭》,경인문화사
김순자, 2009,「고려 전기 거란과 여진에 대한 인식」<한국중세사연구>26호 한국중세사학회
김순자, 2012,「고려중기 국제질서의 변화와 고려-여진 전쟁」<한국중세사연구>32호, 한국중세사학회
김순자, 2012,「12세기 고려와 여진-금(金)의 영토 분쟁과 대응」<역사와 현실>83호, 한국역사연구회
신채식, 2008,『동양사개론』,삼영사
1. ↑  『고려사』券125, 列傳38 최홍재
2. ↑  『고려사절요』券9, 仁宗 4年 9月 “高麗凡遣使往來  當盡循療舊  仍取州路  及邊城人口  在彼界者  須盡數發還  若一一廳從  卽以保州地賜之”
3. ↑  『고려사절요』 券9, 仁宗 5年 3月 “因嘉志在於畏天  嘗卽恩綏而賜地  頃陳貢篚  止上謝章  領閱之餘  獎嘆雖切  尙託言於戶口 未別奏於誓封  但其事事以訖成  忠于世世而可信  其或不定  所得之地  將何以憑”
4. ↑  『고려사』券 16, 仁宗 8年 3月 “卽日准到  雖表內誓意尤重  不錄遠近累次脅從投入戶口之語  旣推誠立誓  禮合專使上奏  却行附帶  於禮不可 至如表內  事理了當也  合恕容  回次使副  申覆國王  後次具錄  遠近新舊脅從投入戶數  隨表進來”
5. ↑  『고려사』券 16, 仁宗 8年 12月